# That's Someone You Never Forget
"That's Someone You Never Forget" er en komposition fra 1961 af Elvis Presley og Red West.
Sangen blev indspillet af Elvis Presley hos RCA i deres studio B i Nashville den 25. juni 1961 og var slutnummeret på LP'en Pot Luck, som kom på gaden i juni 1962. "That's Someone You Never Forget" blev endvidere brugt som B-side på en single fra 1967, hvor A-siden var "Long Legged Girl (With The Short Dress On)".
Det, der gør nummeret interessant er, at Elvis Presley er medkompositør, hvilket var sjældent. Når Elvis ofte optræder som medforfatter på sine indspilninger er det af forretningsmæssige hensyn og normalt ikke et billede der afspejler virkeligheden. Men på "That's Someone You Never Forget" er det rent faktisk Elvis og hans bodyguard Red West, der har lavet sangen på et oplæg fra Elvis selv.
Elvis spurgte på et tidspunkt Red West, om ikke de kunne lave en sang med titlen "That's Someone You Never Forget". Siden er der blevet gættet på, om Elvis havde sin mor, Gladys Presley, i tankerne, da han fandt på titlen. Gladys var død i 1958 og forblev et livsvarigt savn hos Elvis. Den gospel-agtige sound på indspilningen kunne også antyde en sammenhæng med moderens nylige død.
Det var i øvrigt samme forfatterpar, sammen med Charlie Hodge, der i 1961 komponerede sangen "You'll Be Gone". Disse to sange er rariteter, idet Elvis' bidrag til sine sange derudover stort set var begrænset til arrangementerne.

## Andet
Den ovenfor nævnte "Long Legged Girl (With The Short Dress On)" er skrevet af John Leslie McFarland og Winfield Scott og indsunget af Elvis Presley den 29. juni 1966 til filmen Double Trouble.